# (1240) Centenaria
(1240) Centenaria est un astéroïde de la ceinture principale, située entre Mars et Jupiter.

## Caractéristiques
(1240) Centenaria mesure 59 kilomètres de diamètre, sa période de rotation est de 11,29 heures et il met 4,86 ans pour faire un tour du Soleil.

## Découverte
(1240) Centenaria a été découvert par R. Schorr le 5 février 1932 à Bergedorf. Il porte la désignation provisoire 1932 CD.

## Nom
Il a été en l'honneur du centenaire de l'Observatoire de Hambourg.